# Cal Sabí
Cal Sabí o Cal Sanpere és una obra de Cervera (Segarra) protegida com a Bé Cultural d'Interès Local.

## Descripció
Situat al carrer Major, eix vertebrador del nucli antic del municipi. Casa entre mitgeres desenvolupada en planta baixa, entresòl i dues plantes -quatre nivells d'obertures. L'aparell constructiu és de carreus ben escairats, culminant la façana amb una cornisa motllurada. Les obertures de la planta baixa són d'arc rebaixat; les de l'entresòl petites finestres quadrangulars i grans obertures de llinda plana al primer i al segon pis. Al primer, on les obertures són més grans, aquestes estan unides per una balconada de forja molt treballada que ressegueix la forma corbada a la part central de la llosana del balcó. Precisament sota aquesta llosana hi ha inscrita la data "1771". Les obertures del segon pis, més petites, tenen cadascuna el seu balcó.